# Csarnatő
Csarnatő település (ukránul: Черна - Cserna) Ukrajnában, a Beregszászi járásban.

## Fekvése
Nagyszőlőstől keletre, a Csarna-patak forrásvidékén, a Nyaláb vártól keletre, a Veléte hegy tövében, Kistarna, Tiszakirva és Rákospatak közt fekvő település.

## Története
Csarnatő és környéke már ősidők óta lakott helynek számít, melyet az 1895-ben itt végzett ásatásokkor itt talált kurgán, vagy halomsírszerű, vizesárokkal körülvett domb belsejében talált nagyméretű kövekből épített sírkamra is bizonyít.
A Nyalábi vár-tól kissé keletre fekvő település egykor a Nyalábi uradalomhoz tartozott, és annak sorsában osztozott. Főbb birtokosai a Nyaláb vár urai: a Drágffyak, majd 1405 után a Perényiek voltak.
1910-es népszámláláskor 853 lakosa volt, ebből 36 magyar, 119 német, 693 rutén, melyből 18 római katolikus, 716 görögkatolikus, 118 izraelita volt.
A trianoni békeszerződés előtt Ugocsa vármegye Tiszánnineni járásához tartozott.
Fényes Elek történelmi földrajzában írta a településről: "Csarnatő orosz falu, Bereg-Ugocsa vármegyében, a nyalábi uradalomban: 353 görögkatolikus lakossal, s fiókegyházzal. Fekszik a Veléthe hegy tövében. Utolsó postája Nagyszőlős."

## Nevezetességek
- Csarnatői halom, vagy vármaradványok.